# Geneland
Geneland je počítačový program vytvořený Gillem Guillotem. Může být využit buď jako součást statistického softwaru R, jakožto balíček a nebo jej lze využívat v plně uživatelském rozhraní. Geneland je program, který vypočítává prostorovou analýzu na datech populační genetiky. Rozděluje data do určitých počtů skupin (populací) a podmínkou rozdělení je, že každá skupina je homogenní. Určování skupin je založeno na analýze fenotypových, prostorových a genetických datech jedinců.
Program Geneland je možné spustit na Windows, Unix či MacOS. Jádro programu je napsáno v programovacím jazyce Fortran, další doplňky jsou napsány v R. Geneland nevyžaduje přílišné znalosti v programovacím jazyce R, proto i méně zkušený uživatel R může jednoduše využít Geneland pro zpracování svých dat.
Hlavní podstata Genelandu je využití georeferencovaných dat o multilokusových genotypech jedinců pro rozdělení jedinců do různého počtu populací a určení umístění v prostoru na základě genetických diskontinuit mezi populacemi. Geneland využívá metody výpočtu, které předpokládají následující:
- Neznámý počet populací
- Veškerá data jsou rovnocenná a stejně důležitá
- Populace jsou rozmístěny v prostoru, který lze popsat polygony
- Každá populace splňuje Hardy-Weinbergovu rovnováhu
- Neznámý počet frekvencí alel v každé populaci – alely jsou analyzovaný náhodným výběrem dle Dirichletova principu či Falushova principu.[1]

Výsledkem modelů Genelandu jsou grafy obsahující jedince umístěné v prostoru nebo také mapy znázorňující jedince a populace, do kterých jedinec patří na základě fenotypových, prostorových a genetických dat. Pokud uživatel touží po znázornění svých dat (jedinců a populací) v google mapách, Geneland lze využít v kombinaci s ostatními R balíčky, jako je například RgoogleMaps.
Geneland používá metodu Monte Carlo pomocí Markovova řetězce (anglická zkratka: MCMC), tedy výpočení úkony jsou dlouhé sekvence jednodušších úkonů. Pro představu, 100000 iterací na datasetu 200 jedinců s 10 lokusy trvá vypočítat okolo 3–15 minut, nicméně čas výpočtu se může lišit s výběrem modelu a s velikostí paměti.